# Сенцово (Московская область)
Сенцово — деревня в городском округе Озёры Московской области России. Население — 14 чел. (2015).

## Население
| 1852 | 1859 | 1890 | 1926 | 2002 | 2006 | 2010 |
| ---- | ---- | ---- | ---- | ---- | ---- | ---- |
| 374  | ↘361 | ↘344 | ↘164 | ↘16  | →16  | ↘12  |
| 2015 |      |      |      |      |      |      |
| ↗14  |      |      |      |      |      |      |

## География
Расположена в северной части района, примерно в 11 км к северу от центра города Озёры. В деревне три улицы — Восточная, Придорожная и Прудная. Связана автобусным сообщением с районным центром. Ближайшие населённые пункты — деревня Якшино и село Бояркино.

## История
В «Списке населённых мест» 1862 года Синцово — владельческая деревня 2-го стана Коломенского уезда Московской губернии по левую сторону Каширского тракта из Коломны, в 25 верстах от уездного города, при прудах, с 56 дворами и 361 жителем (170 мужчин, 191 женщина).
По данным на 1890 год входила в состав Бояркинской волости Коломенского уезда, число душ составляло 344 человека.
В 1913 году — 37 дворов.
По материалам Всесоюзной переписи населения 1926 года — деревня Бояркинского сельсовета Бояркинской волости, проживало 164 жителя (72 мужчины, 92 женщины), насчитывалось 34 крестьянских хозяйства.
С 1929 года — населённый пункт в составе Озёрского района Коломенского округа Московской области, с 1930-го, в связи с упразднением округа, — в составе Озёрского района Московской области.
До муниципальной реформы 2006 года — деревня Бояркинского сельского округа.